# Krystyna Lasoń
Krystyna Lasoń (ur. 7 lipca 1961 w Krakowie) – polska dziennikarka telewizyjna i radiowa, producentka seriali takich jak: 19+, Szpital czy Szkoła. 
Ukończyła filologię polską na Uniwersytecie Jagiellońskim. Laureatka wielu nagród krajowych i zagranicznych.

## Filmografia

### Produkcja
- 2003: 
  - Adopcje (telenowela dokumentalna)
- 2004:
  - W11 Wydział Śledczy
- 2005: 
  - Detektywi
- 2009: 
  - Majka
- 2010:
  - Krzysztof
  - Laura
- 2011:
  - Julia
- 2012: 
  - Bokser
  - Nad życie
- 2013:
  - Szpital
  - Oszukane
  - Mój biegun
  - Julia 2
- 2014: 
  - Szkoła
- 2016: 
  - 19+
- 2019: 
  - Szóstka
  - Zakochani po uszy
  - 1800 gramów
- 2021: 
  - Lab
  - Papiery na szczęście